# Sead-beg Kulović
Sead-beg Kulović (1897. – 1945.), državni tajnik u NDH, iz Tuzle, iz begovske obitelji Kulovića

## Životopis
Rođen je 1897. godine. Otac Esad-beg studirao je u Carigradu i Švicarskoj, bio vođa Samostalne muslimanske stranke, imao posjed od 140.000 duluma te neko vrijeme bio gradonačelnik Sarajeva. Begovsko imanje Kulovića bilo je na Bukinju, u udolini na putu za Husino. Poput ostalih bosanskih begovskih imanja, bio je zaokružen visokim jablanima, posađenih u 19. stoljeću, a posječenih 1960-ih. Imanje je bilo klasično begovsko s više stambenih i pomoćnih zgrada. Tri su zgrade bile u krugu: Konak, za goste, Kula za poslugu i Kuća, u kojoj se boravilo. Mati Rašide-hanuma, rodom je bila iz Gradačca, iz znamenite porodice Gradaščevića, a njena tetka Tahir-hanuma bila je od Tuzlića, koja joj je ostavila poklon imanje na Malinama, i kuće u Tuzli. Mati Rašide boravila je u kući na Malinama. Kulovićevo imanje bilo je napredno poljoprivredno gazdinstvo. Za nj je bio skrenut jedan rukavac Spreče, u vodeni kanal iz kojeg se pokretao mlin. Sead je studirao u Beču na Visokoj poljoprivrednoj školi. Za vrijeme Prvoga svjetskog rata neko je vrijeme bio mobiliziran, ali je raspored bio na zaštićenom mjestu. Poslije rata vratio se na Malinama i poslije agrarne reforme ostao na obiteljskom posjedu veličine oko 3.000 duluma. Sead-beg Kulović predsjedavao je prohrvatskim muslimanskim društvom Uzdanica, protuteži prosrpskom Gajretu. Kad su njemačke snage zauzele ovaj kraj, izbjegavao je javno nastupati i pojavljivati se u javnosti na proslavama. Bio je predložen za guvernera BiH, ali je odbio i umjesto sebe prihvatio Džafera Kulenovića. Kulović je bio pristaša autonomije BiH pod protektoratom Trećeg Reicha. Želja mu se ostvarila 1941. mimo ustaša i njihove politike. U NDH je bio tajnik i imao ured u Tuzli.
Načelnik Tuzle od 1941. do 1942. godine., poslije Hasanage Pašića, a prije Ćazimage Žunića. Nije napustio grad, računajući da se nitkome nije zamjerio, jer nije se materijalno okoristio niti osobno itkome naškodio. Nije otišao ni za prve partizanske vlasti 1943., ni 1944. godine kad je konačno zauzeta. Nijemci su 1943. došli sve do Bukinja i sve ih odveli u Doboj. U njemačkoj protuofenzivi radi istjerivanja partizana iz Tuzle 1943. njemački snajperist ubio je sluškinju, došli u Bukinje, Kulovići su se evakuirali za Doboj, a sluškinju Fatu. S Kulovićem su jugokomunističke vlasti lijepo postupale s njime, no odnos se poslije zaoštrio, počevši početkom 1945. kad je Nail Begić održao govor u "Bristolu". Kulović je uhićen, mjesec dana bio u zatvoru pa odveden u Sarajevo. Suprugu Švicarku Cecile pozvali su se oprosti s njim. Izvjesno je da u nekim kasnijim godinama Jugoslavije ne bi smrću platio suradnju s Hitlerovom Njemačkom. Nažalost, nakon dolaska partizana vladalo je jugokomunističko iživljavanje i prestroge presude poslije opravdavane ogromnom revanšističkom težnjom od strane onih koji su stradali tokom ustaške vladavine. Ubijen je u valu likvidacija svih nepodobnih režimu, osobito prohrvatskih muslimana koji nisu oportuno odbacili hrvatstvo i okrenuli se protiv katoličkih Hrvata. Obitelj mu je ostala obilježena. Staru majku nitko nije htio prihvatiti, niti od muslimana, osim Crnogorke Mileve, majke prijevoznika Joke Ćetkovića, koja se o njoj brinula do smrti.

## Vanjske poveznice
- Baština sjeveroistočne Bosne broj 5, 2012.  Arhivirana inačica izvorne stranice od 20. studenoga 2016. (Wayback Machine)  Salih Strašević: Dobri beg Kulović, str. 133